# 플로리야나 이스마일리
플로리야나 이스마일리(알바니아어: Florijana Ismaili, 1995년 1월 1일 ~ 2019년 6월 29일)는 스위스의 알바니아계 여자 축구 선수로, 포지션은 미드필더 및 공격수였다.

## 클럽 경력
플로리야나 이스마일리는 스위스 베른주 아르베르크에서 알바니아계 부모의 딸로 태어났으며, 부모는 1992년에 세르비아 프레셰보에서 스위스로 이주했다. 어린 시절부터 축구를 접했고 2006년부터 2011년까지 FC 발퍼스빌 소속으로 뛰었다. 2011년에 BSC 영 보이스 산하 여자 축구 클럽인 BSC YB 프라우엔에 입단하면서 나티오날리가 무대에 데뷔했으며 주로 소속 팀에서 주장을 맡았다.

## 국가대표 경력
플로리야나 이스마일리는 2011년부터 2012년까지 스위스 U-17 여자 축구 국가대표팀 선수로 활동했다. 스위스에서 개최된 2012년 UEFA U-17 여자 축구 선수권 대회에 참가했으며 스위스는 해당 대회에서 4위를 차지했다. 2012년부터 2013년까지 스위스 U-19 축구 국가대표팀 선수로 활동하던 동안에는 13경기에 출전하여 5골을 기록했다.
플로리야나 이스마일리는 2014년 1월 16일에 열린 포르투갈과의 친선 경기에 처음 출전하면서 스위스 여자 축구 국가대표팀 선수로 데뷔했으며 스위스는 포르투갈에 2-1 승리를 기록했다. 캐나다에서 개최된 2015년 FIFA 여자 월드컵에 참가했고 2014년부터 2019년까지 스위스 여자 축구 국가대표팀 선수로 활동하던 동안에는 33경기에 출전하여 3골을 기록했다.

## 사망
플로리야나 이스마일리는 2019년 6월 29일에 이탈리아 롬바르디아주 코모호에서 보트를 타고 가던 도중에 뛰어내리면서 실종되었다. 7월 2일에는 현지 구조 센터가 수심 204m 지점에서 플로리야나 이스마일리의 시신을 발견했다.

## 수상

### 클럽
BSC YB 프라우엔
- 나티오날리가 A 1회 우승 (2010-11)

### 국가대표
- 2017년 키프로스컵 우승